# Trasporti in Togo
Questa voce raccoglie le principali tipologie di Trasporti in Togo.

## Trasporti su rotaia

### Rete ferroviaria
In totale: 525 km di linee ferroviarie (dati 1995).
- scartamento ridotto (1000 mm): 525 km
- collegamento a reti estere contigue
  - assente
    - con stesso scartamento: Benin e Burkina Faso
    - con cambio di scartamento (1000/1067 mm): Ghana.

### Reti metropolitane
Il Togo non dispone di sistemi di metropolitana.

### Reti tranviarie
Attualmente anche il servizio tranviario è assente in questa nazione.

## Trasporti su strada

### Rete stradale
Strade pubbliche: in totale 7.520 km (dati 1996)
- asfaltate: 2.376 km
- bianche: 5.144 km.

### Reti filoviarie
Attualmente in Togo non esistono filobus. 

### Autolinee
Nella capitale, Lomé, ed in altre zone abitate del Togo,
private che gestiscono i trasporti urbani, suburbani ed interurbani esercitati con autobus.

## Idrovie
Il Togo può contare su 50 km di acque fluviali navigabili, appartenenti al fiume Mono.

### Porti e scali

#### Sull'Oceano Atlantico
- Kpémé e Lomé.

## Trasporti aerei

### Aeroporti
In totale: 9 (dati 1999)
a) con piste di rullaggio pavimentate: 2
- oltre 3047 m: 0
- da 2438 a 3047 m: 2
- da 1524 a 2437 m: 0
- da 914 a 1523 m: 0
- sotto 914 m: 0

b) con piste di rullaggio non pavimentate: 7
- oltre 3047 m: 0
- da 2438 a 3047 m: 0
- da 1524 a 2437 m: 0
- da 914 a 1523 m: 5
- sotto 914 m: 2.